# うさぎ座RX星
うさぎ座RX星（うさぎざRXせい）は、うさぎ座の脈動変光星。

## 概要
比較的明るい半規則型変光星で、肉眼では観測できないものの双眼鏡を使用すれば観測することができるが、明るさの変化がわかりにくい星である。79.54日の周期で5.12等と6.65等の間を半規則的に変光する。スペクトル型がM6IIIの赤色巨星であり、細分類も周期性の悪い赤色巨星の半規則型変光星が登録されるSRB型である。

## 名称
学名はRX Leporis（略称：RX Lep）、ボン掃天星表の番号はBD-12°1092、ヘンリー・ドレイパーカタログの番号はHD 33664。